# Eurima astuta
Eurima astuta är en insektsart som beskrevs av Melichar 1902. Eurima astuta ingår i släktet Eurima och familjen Flatidae. Inga underarter finns listade i Catalogue of Life.